# Maria Cristina d'Orléans
Maria Cristina d'Orléans (francese: Marie Christine d'Orléans; Siviglia, 29 ottobre 1852 – Siviglia, 28 aprile 1879) era una figlia di Antonio d' Orléans, duca di Montpensier, e di Luisa Fernanda di Borbone, Infanta di Spagna. È cresciuta a Leeds, e dato il suo stretto rapporto con la famiglia reale spagnola ebbe il titolo ed il trattamento di Infanta di Spagna.

## Biografia
Maria Cristina è nata a Siviglia. Era la terza figlia di nove figli che ha avuto il duca di Montpensier, anche se tre di loro superarono l'infanzia, oltre a Maria Cristina: Maria Isabella, Maria de las Mercedes e Antonio. Fu battezzata con i nomi di Maria Cristina Francisca de Paula Antonietta e i suoi padrini erano il suo prozio Francisco de Paula, duca di Cadiz, e la nonna materna, Maria Cristina di Borbone-Due Sicilie, da cui prese il cui nome.
Nel 1878 la sorella, Maria de las Mercedes, che era di otto anni più giovane di Maria Cristina, contrasse un matrimonio brillante con suo cugino, il re Alfonso XII di Spagna. Fu un'unione d'amore e non politica, che avrebbe posto fine al divario tra Isabella II e sua sorella, la duchessa di Montpensier. La felicità della coppia è stata interrotta pochi mesi dopo, quando Maria de las Mercedes morì di tifo.
La morte di Maria de las Mercedes immerso la famiglia reale in un profondo dolore; Alfonso XII era particolarmente devastato per essere diventato vedovo a soli 20 anni, ma dal momento che non aveva eredi, fu presto costretto a cercare una seconda moglie. Per alcuni mesi ha corteggiato Maria Cristina, che era disposta a sostituire la sorella morta, ma ben presto divenne evidente che soffriva di tubercolosi.

## Morte
Maria Cristina morì il 28 aprile 1879. Fu sepolta nel Pantheon degli Infanti del Monastero di San Lorenzo del Escorial. Suo cugino, Alfonso XII, si sposò il 28 novembre dello stesso anno con l'arciduchessa Maria Cristina d'Austria, da cui avrebbe avuto tre figli.

## Antenati
|                                       |                    |                                            | Genitori                                   |  |  | Nonni |  |  | Bisnonni                            |  |  | Trisnonni                          |  |
|                                       |                    |                                            |                                            |  |  |       |  |  | Luigi Filippo II di Borbone-Orléans |  |  | Luigi Filippo I di Borbone-Orléans |  |
|                                       |                    |                                            |                                            |  |  |       |  |  | Luigi Filippo II di Borbone-Orléans |  |  | Luigi Filippo I di Borbone-Orléans |  |
|                                       |                    | Luisa Enrichetta di Borbone-Conti          |                                            |  |  |       |  |  | Luigi Filippo II di Borbone-Orléans |  |  |                                    |  |
| Luigi Filippo di Francia              |                    |                                            |                                            |  |  |       |  |  | Luigi Filippo II di Borbone-Orléans |  |  |                                    |  |
|                                       |                    | Luisa Maria Adelaide di Borbone-Penthièvre | Luigi Giovanni Maria di Borbone-Penthièvre |  |  |       |  |  |                                     |  |  |                                    |  |
|                                       |                    | Luisa Maria Adelaide di Borbone-Penthièvre | Luigi Giovanni Maria di Borbone-Penthièvre |  |  |       |  |  |                                     |  |  |                                    |  |
|                                       |                    | Luisa Maria Adelaide di Borbone-Penthièvre | Maria Teresa d'Este                        |  |  |       |  |  |                                     |  |  |                                    |  |
| Antonio d'Orléans                     |                    | Luisa Maria Adelaide di Borbone-Penthièvre |                                            |  |  |       |  |  |                                     |  |  |                                    |  |
|                                       |                    | Ferdinando I delle Due Sicilie             | Carlo III di Spagna                        |  |  |       |  |  |                                     |  |  |                                    |  |
|                                       |                    | Ferdinando I delle Due Sicilie             | Carlo III di Spagna                        |  |  |       |  |  |                                     |  |  |                                    |  |
|                                       |                    | Ferdinando I delle Due Sicilie             | Maria Amalia di Sassonia                   |  |  |       |  |  |                                     |  |  |                                    |  |
| Maria Amalia di Borbone-Due Sicilie   |                    | Ferdinando I delle Due Sicilie             |                                            |  |  |       |  |  |                                     |  |  |                                    |  |
|                                       |                    | Maria Carolina d'Asburgo-Lorena            | Francesco I di Lorena                      |  |  |       |  |  |                                     |  |  |                                    |  |
|                                       |                    | Maria Carolina d'Asburgo-Lorena            | Francesco I di Lorena                      |  |  |       |  |  |                                     |  |  |                                    |  |
|                                       |                    | Maria Carolina d'Asburgo-Lorena            | Maria Teresa d'Austria                     |  |  |       |  |  |                                     |  |  |                                    |  |
| Maria Cristina d'Orléans              |                    | Maria Carolina d'Asburgo-Lorena            |                                            |  |  |       |  |  |                                     |  |  |                                    |  |
|                                       | Carlo IV di Spagna | Carlo III di Spagna                        |                                            |  |  |       |  |  |                                     |  |  |                                    |  |
|                                       | Carlo IV di Spagna | Carlo III di Spagna                        |                                            |  |  |       |  |  |                                     |  |  |                                    |  |
|                                       | Carlo IV di Spagna | Maria Amalia di Sassonia                   |                                            |  |  |       |  |  |                                     |  |  |                                    |  |
| Ferdinando VII di Spagna              | Carlo IV di Spagna |                                            |                                            |  |  |       |  |  |                                     |  |  |                                    |  |
|                                       |                    | Maria Luisa di Borbone-Parma               | Filippo I di Parma                         |  |  |       |  |  |                                     |  |  |                                    |  |
|                                       |                    | Maria Luisa di Borbone-Parma               | Filippo I di Parma                         |  |  |       |  |  |                                     |  |  |                                    |  |
|                                       |                    | Maria Luisa di Borbone-Parma               | Elisabetta di Borbone-Francia              |  |  |       |  |  |                                     |  |  |                                    |  |
| Luisa Ferdinanda di Borbone-Spagna    |                    | Maria Luisa di Borbone-Parma               |                                            |  |  |       |  |  |                                     |  |  |                                    |  |
|                                       |                    | Francesco I delle Due Sicilie              | Ferdinando I delle Due Sicilie             |  |  |       |  |  |                                     |  |  |                                    |  |
|                                       |                    | Francesco I delle Due Sicilie              | Ferdinando I delle Due Sicilie             |  |  |       |  |  |                                     |  |  |                                    |  |
|                                       |                    | Francesco I delle Due Sicilie              | Maria Carolina d'Asburgo-Lorena            |  |  |       |  |  |                                     |  |  |                                    |  |
| Maria Cristina di Borbone-Due Sicilie |                    | Francesco I delle Due Sicilie              |                                            |  |  |       |  |  |                                     |  |  |                                    |  |
|                                       |                    | Maria Isabella di Borbone-Spagna           | Carlo IV di Spagna                         |  |  |       |  |  |                                     |  |  |                                    |  |
|                                       |                    | Maria Isabella di Borbone-Spagna           | Carlo IV di Spagna                         |  |  |       |  |  |                                     |  |  |                                    |  |
|                                       |                    | Maria Isabella di Borbone-Spagna           | Maria Luisa di Borbone-Parma               |  |  |       |  |  |                                     |  |  |                                    |  |
|                                       |                    | Maria Isabella di Borbone-Spagna           |                                            |  |  |       |  |  |                                     |  |  |                                    |  |